# Resolutie 79 Veiligheidsraad Verenigde Naties
Resolutie 79 van de Veiligheidsraad van de Verenigde Naties was de eerste resolutie van de VN-Veiligheidsraad in diens vijfde werkjaar, 1950. De resolutie werd aangenomen met negen stemmen voor. Joegoslavië onthield zich en de Sovjet-Unie was afwezig tijdens de stemming.

## Achtergrond
Op 5 december 1949 nam de Algemene Vergadering van de Verenigde Naties resolutie 300 aan over wapenregulatie, ontwapening en verkleining van de krijgsmachten.

## Inhoud
De Veiligheidsraad had de tekst van resolutie 300 van de Algemene Vergadering ontvangen. Besloten werd deze resolutie door te sturen naar de Commissie voor Conventionele Bewapening, voor verdere studie in overeenstemming met het werkplan van de Commissie.

## Verwante resoluties
- Resolutie 77 Veiligheidsraad Verenigde Naties stuurde het tweede rapport van de commissie door naar de Algemene Vergadering.
- Resolutie 78 Veiligheidsraad Verenigde Naties stuurde voorstellen van de commissie door naar de Algemene Vergadering.
- Resolutie 97 Veiligheidsraad Verenigde Naties hief de Commissie voor Conventionele Bewapening op.

Lijst ·  79 ·  80 ·  81 ·  82 ·  83 ·  84 ·  85 ·  86 ·  87 ·  88 ·  89